# 볼케이노 (1984년 영화)
볼케이노(Under The Volcano)는 멕시코에서 제작된 존 휴스턴 감독의 1984년 드라마 영화이다. 알버트 피니 등이 주연으로 출연하였고 모리츠 보먼 등이 제작에 참여하였다.

## 출연

### 주연
- 알버트 피니
- 재클린 비셋

### 조연
- 안소니 앤드류스
- 이그나시오 로페즈 타소
- 커티 주라도
- 제임스 빌리어스
- 카를로스 리켈메
- 조시 르네 루이즈
- 살바도르 산체즈
- 세르지오 칼데론
- 에밀리오 페르난데즈
- 로베르토 소사
- 휴고 스티글리츠
- 로돌포 드 알렉상드르
- 군터 메이스너

## 제작진
- 협력프로듀서: 헥터 로페즈
- 미술: 건서 게르조